# Cladosporium oxysporum
Cladosporium oxysporum är en svampart som beskrevs av Berk. & M.A. Curtis 1868. Cladosporium oxysporum ingår i släktet Cladosporium och familjen Davidiellaceae.   Inga underarter finns listade i Catalogue of Life.